# Don Giovanni
El libertino castigado o Don Juan (título original en italiano, Il dissoluto punito, ossia il Don Giovanni) es un drama jocoso en dos actos con música de Wolfgang Amadeus Mozart y libreto en italiano de Lorenzo da Ponte basado en la obra original El burlador de Sevilla y convidado de piedra de Tirso de Molina. Lleva como número KV 527. Se estrenó en el Teatro de Praga el 29 de octubre de 1787. El libreto de Da Ponte fue considerado por muchos en la época como dramma giocoso, término que denota una mezcla de acción cómica y seria. Mozart introdujo la obra en su catálogo como ópera buffa. Aunque a veces clasificada como cómica, mezcla comedia, melodrama y elementos sobrenaturales.
Como obra destacada del repertorio operístico estándar, aparece como el número siete en la lista Operabase de las óperas más representadas en todo el mundo, y la tercera de Mozart, después de La flauta mágica y Las bodas de Fígaro. 
La trama se desarrolla en Sevilla a mediados del siglo XVI.

## Composiciones y estrenos
Mozart compuso la ópera entre marzo y octubre de 1787, en Viena y en Praga, a partir del mito de Don Juan (el correspondiente italiano de Juan es Giovanni) y, en particular, del antecedente inmediato de la ópera Don Giovanni Tenorio, de Giuseppe Gazzaniga, estrenada en los recientes Carnavales de Venecia de principios de 1787. Surgió como un encargo a raíz del éxito que tuvo en esta última ciudad el estreno de su anterior ópera, Las bodas de Fígaro. Acabó la partitura el 28 de octubre del mismo año, después de que llamaron a Da Ponte a Viena para trabajar en otra ópera. Hay relatos dispares sobre que acabase la obertura en el último minuto; algunos dicen que la terminó el día antes del estreno, otros, el mismo día. Más probablemente se terminó el día antes, dado el hecho de que Mozart escribió que terminó la ópera el 28 de octubre. La partitura exige dobles instrumentos de madera, trompas y trompetas, timbales, bajo continuo para los recitativos, y las usuales cuerdas. El compositor también especificó ocasionales efectos musicales especiales. Para la escena del baile al final del Acto I, Mozart exige no menos de tres grupos en escena para tocar diferentes danzas en sincronización, cada una de ellas con su metro respectivo, acompañando la danza de los principales personajes. En el Acto II, se ve a Giovanni tocando la mandolina, y lo acompañan cuerdas pizzicato. Cuando la estatua del Comendador habla por vez primera más tarde en el acto, Mozart añade tres trombones al acompañamiento.
La ópera se estrenó en el Teatro Estatal de Praga el 29 de octubre de 1787, bajo su título completo de Il Dissoluto Punito, ossia il Don Giovanni Dramma giocoso in due atti. La obra fue recibida con gran éxito de crítica y público, como ocurrió a menudo con la obra de Mozart en Praga. El Prager Oberamtszeitung escribió: "Aficionados y músicos dicen que Praga nunca ha oído nada parecido," y "la ópera... es extremadamente difícil de interpretar." El Provincialnachrichten de Viena señaló: "Herr Mozart dirigió en persona y fue recibido feliz y jubilosamente por la numerosa concurrencia."
Mozart también supervisó el estreno en Viena de la obra, que tuvo lugar el 7 de mayo de 1788. Para esta producción, escribió dos nuevas arias con sus correspondientes recitativos: el aria de Don Ottavio Dalla sua pace (K.540a, compuesta el 24 de abril para el tenor Francesco Morella), el de doña Elvira In quali eccessi ... Mi tradì quell'alma ingrata (K. 540c, compuesta el 30 de abril para la soprano Caterina Cavalieri) y el dúo entre Leporello y Zerlina Per queste tue manine (K. 540b, compuesto el 28 de abril).

## Prácticas de interpretación
Originalmente los actores alternaban entre recitativo hablado y arias, pero en las producciones modernas se suele utilizar el recitativo secco compuesto por el mismo Mozart para sustituir el texto hablado.
El conjunto final de la ópera normalmente se omitió hasta mediados del siglo XX, y no aparece en el libreto vienés de 1788. Mozart también hizo una versión acortada de la partitura operística. A pesar de todo, el conjunto final es casi invariablemente interpretado en pleno hoy.
Otro enfoque moderno que se encuentra ocasionalmente es cortar el aria más célebre de Don Ottavio, Il mio tesoro, en favor de la menos exigente Dalla sua pace, que la reemplazó en el estreno vienés para adecuarse al tenor Francesco Morella. La mayor parte de las producciones modernas encuentra un lugar para ambas arias de tenor, sin embargo. Además, el dúo Per queste tue manine, compuesta específicamente para el estreno vienés, se corta frecuentemente en las producciones de la ópera del siglo XXI.
En producciones modernas, Masetto y el Comendador son papeles interpretados por diferentes cantantes, aunque el mismo cantante interpretó ambos papeles tanto en el estreno de Praga como en el de Viena, y el coro de demonios de la escena final después de la salida del Comendador da al cantante el tiempo para cambio de vestuario antes de entrar como Masetto para el sexteto.

## Personajes
| Personaje                                                 | Tesitura       | Elenco del estreno mundial, 29 de octubre de 1787 Director: Wolfgang Amadeus Mozart | Elenco del estreno vienés, 7 de mayo de 1788 Director: Wolfgang Amadeus Mozart |
| --------------------------------------------------------- | -------------- | ----------------------------------------------------------------------------------- | ------------------------------------------------------------------------------ |
| Don Giovanni, noble libertino                             | bajo-barítono  | Luigi Bassi                                                                         | Francesco Albertarelli                                                         |
| Leporello, sirviente de Don Giovanni                      | bajo buffo     | Felice Ponziani                                                                     | Francesco Benucci                                                              |
| Donna Anna, hija del comendador, prometida de Don Ottavio | soprano        | Teresa Saporiti                                                                     | Aloysia Weber                                                                  |
| Don Ottavio, prometido de Donna Anna                      | tenor          | Antonio Baglioni                                                                    | Francesco Morella                                                              |
| Donna Elvira, dama de Burgos abandonada por Don Giovanni  | soprano        | Katherina Micelli                                                                   | Caterina Cavalieri                                                             |
| Zerlina, aldeana prometida de Masetto                     | soprano ligera | Caterina Bondini                                                                    | Luisa Mombelli                                                                 |
| Masetto, aldeano                                          | bajo           | Giuseppe Lolli                                                                      | Francesco Bussani                                                              |
| Don Pedro (Il Commendatore), comendador                   | bajo profundo  | Giuseppe Lolli                                                                      | Francesco Bussani                                                              |
| Coro: campesinos, sirvientes, damas, músicos, demonios    |                |                                                                                     |                                                                                |

## Argumento

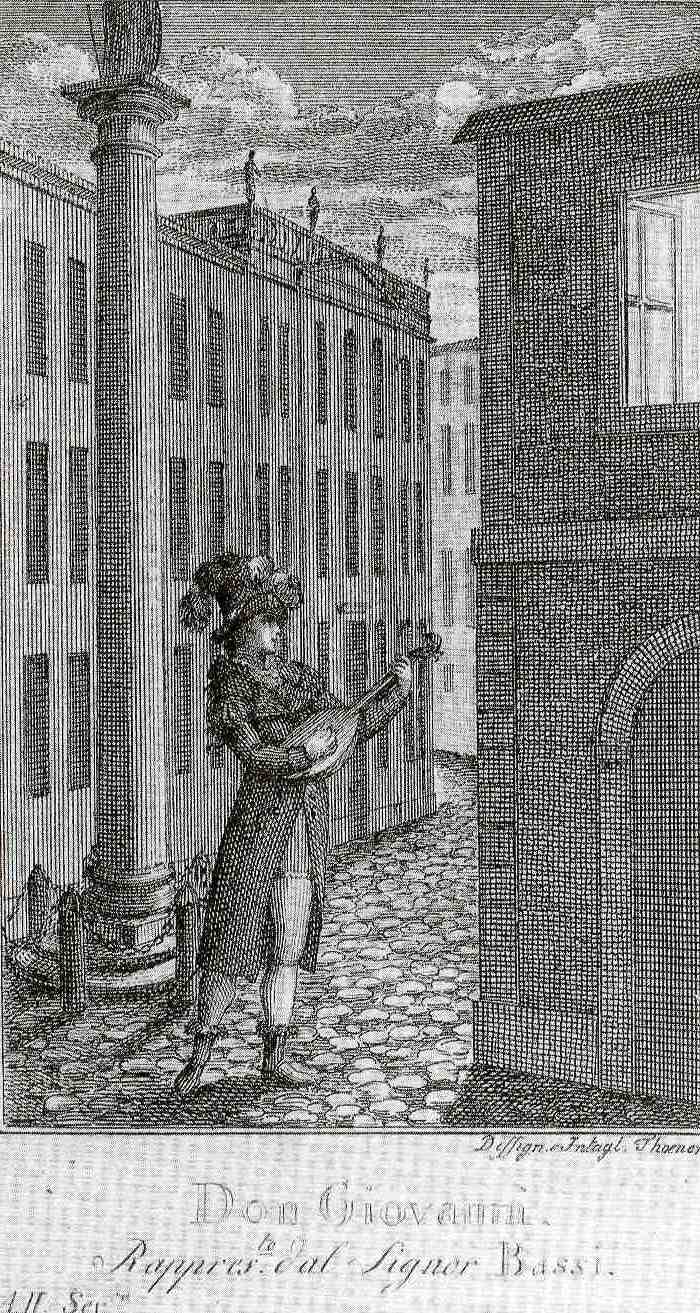
Luigi Bassi en el rol titular de Don Giovanni en 1787

La acción se desarrolla en Sevilla, a mediados del siglo XVI. Don Giovanni, un joven noble, arrogante y sexualmente promiscuo, insulta y enoja al resto de los personajes del reparto, hasta que al final se encuentra con alguien al que no puede matar, golpear, eludir o burlar.

### Acto I
La obertura empieza en Re menor, antes de un allegro en Re mayor alegre.
Cuadro 1º: Atrio del Palacio del Comendador

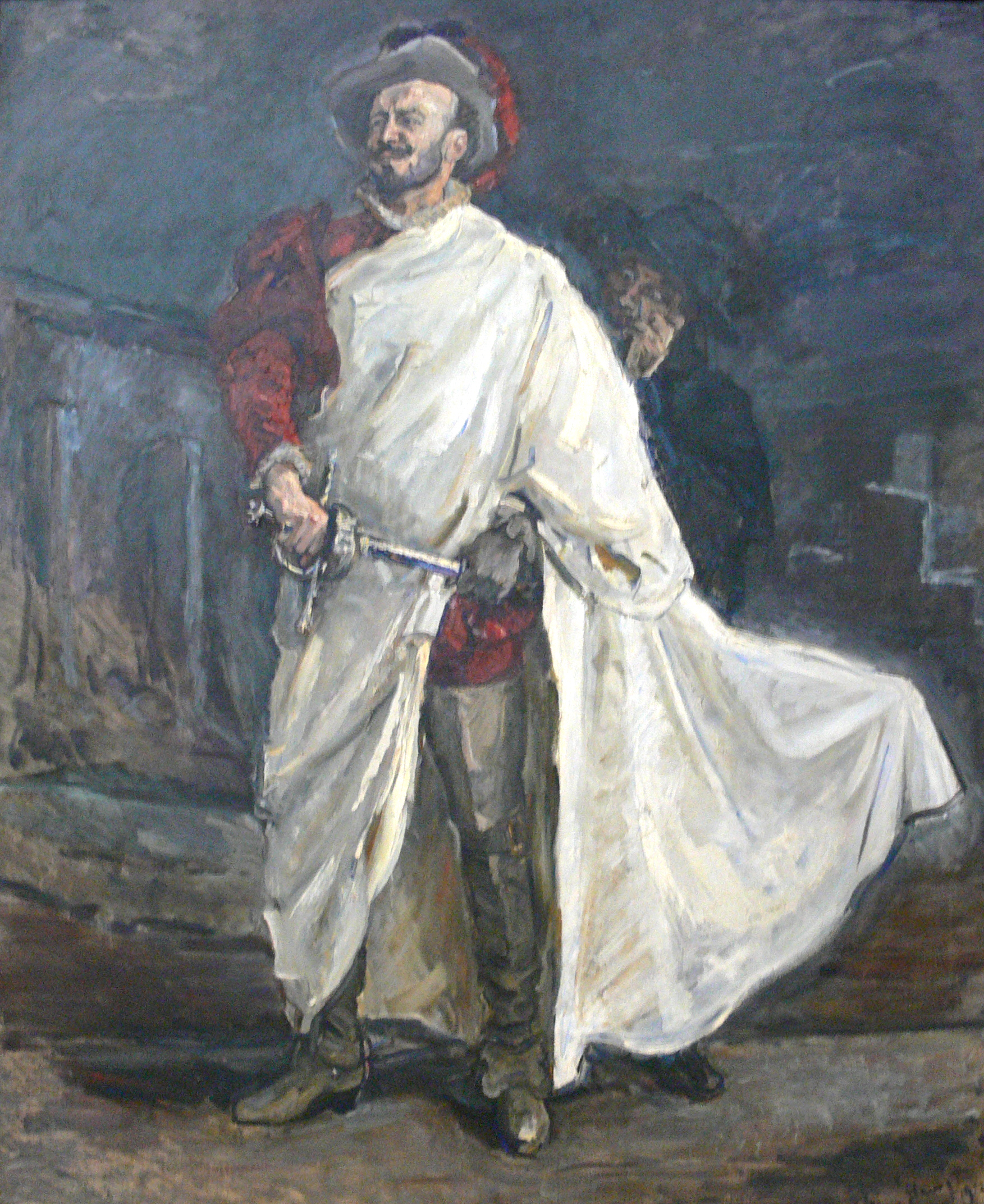
Francisco d'Andrade como Don Giovanni por Max Slevogt

Leporello, el criado de Don Giovanni, se queja de su vida ("Notte e giorno faticar – Noche y día trabajar"). Vigila mientras Don Giovanni intenta seducir a doña Anna, hija del Comendador. De repente, ambos aparecen: Giovanni está enmascarado, pero doña Anna le sujeta del brazo. Ella desea saber quién es (Trío: "Non sperar, se non m'uccidi – No esperes, a menos que me mates") y grita pidiendo ayuda. Aparece su padre, el comendador, y desafía a Giovanni mientras doña Anna huye en busca de ayuda. Giovanni mata al Comendador y escapa con Leporello. Anna regresa con su prometido, don Ottavio, y varios criados. Al ver el cuadro se horroriza. Ambos juran venganza contra el asesino desconocido. (Dúo: "Ah, vendicar, se il puoi, giura quel sangue ognor! – Ah, ¡jurar vengar esta sangre!").
Cuadro 2º: En las afueras de Toledo
En la huida de la casa del Comendador, Giovanni y Leporello se encuentran con Elvira, quien canta que ha sido abandonada por su amante a quien busca para vengarse ("Ah, chi mi dice mai – Ah, ¿quién puede decirme?"). Giovanni empieza a coquetear con ella, pero él es el desgraciado a quien busca. Empuja a Leporello, ordenándole contar la verdad a Elvira y entonces se escapa.
Leporello le dice a Elvira que Giovanni no merece la pena. Le enseña un catálogo, un cuaderno en el que están apuntadas todas las amantes de Don Giovanni, a las que sedujo y a las que abandonó. Sus conquistas incluyen 640 en Italia, 231 en Alemania, 100 en Francia, 91 en Turquía, pero en España, son ya "mille e tre", 1,003. ("Madamina, il catalogo è questo – Señorita, este es el catálogo"). En un recitativo frecuentemente cortado, Elvira jura venganza al descubrir, con asombro y tristeza, que se cuentan por miles. Elvira, abrumada al ver cual es la realidad, decide que va a castigar en su nombre y en el de todas las mujeres burladas, a Don Giovanni, pero para este momento Leporello también ha huido.
Cuadro 3º: Jardín en el palacio de Don Giovanni
Cuando doña Elvira se marcha, entra una procesión nupcial con Zerlina y Masetto, dos campesinos, y hay una gran fiesta. Aparecen Don Giovanni y Leporello. Giovanni se siente inmediatamente atraído por Zerlina, e intenta seducirla delante de Masetto. Toma a la pareja de campesinos como patrono y les ofrece su protección a cambio de exigir su derecho de pernada sobre la novia. Ella se siente en cierto modo atraída por Don Giovanni, y no ofrece gran resistencia a las insinuaciones de él. Al darse cuenta de que Giovanni pretende quedarse atrás con Zerlina, Masetto se enoja ("Ho capito! Signor, sì – ¡Ya lo entiendo! ¡Sí, señor mío!"). Masetto, ofendido y escoltado por Leporello, se marcha con el resto de los invitados a la boda al palacio de Don Giovanni, pues este se ha comprometido a celebrar los esponsales con toda la pompa y derroche posibles.
Don Giovanni y Zerlina pronto se quedan solos y él, inmediatamente, empieza a ejercitar sus artes de seducción. (Dúo: "Là ci darem la mano – ¡Allí nos daremos la mano"). Llega Doña Elvira y frustra la seducción ("Ah, fuggi il traditor – ¡Huye del traidor!"). Se marcha con Zerlina apartándola así de Don Giovanni. Este queda solo y se encuentra con Don Ottavio y Doña Anna quienes le piden ayuda en su empresa de vengar la muerte del padre asesinado de Doña Anna (el Comendador), sin ser conscientes de que él es el agresor. Don Giovanni, aliviado al darse cuenta de que no lo han reconocido, rápidamente promete su ayuda, y pregunta quién ha perturbado su paz. Antes de que ella pueda contestar, interviene Doña Elvira quien advierte a Don Ottavio y a Doña Ana de la perfidia de Don Giovanni. Giovanni intenta convencer a Ottavio y Anna de que Elvira está loca. (Cuarteto: "Non ti fidar, o misera – No confíes en él, oh, infeliz").
Finalmente, al despedirse, Don Giovanni se despide, y al hacerlo, Doña Anna se desvanece al reconocer en Don Giovanni al asesino de su padre, por su voz. Ella relata a Don Ottavio los funestos detalles de aquella trágica noche y le exige que, ahora que sabe la identidad del asesino, cumpla su promesa de vengar la muerte de su padre (Aria de Anna: "Or sai chi l'onore – Él es quien intentó robarme mi honor"). Ottavio, no convencido, decide vigilar a su amigo. ("Dalla sua pace – De su paz, mi paz depende").
Leporello informa a Giovanni que todos los invitados de la boda campesina están en su casa, que él distrajo a Masetto de sus celos, pero que Zerlina, regresando con Elvira, hizo una escena y arruinó todo. Sin embargo, Don Giovanni permanece alegre y le dice a Leporello que organice una fiesta e invite a todas las chicas que pueda encontrar. ("Aria del champán" de Giovanni": "Fin ch'han dal vino – Hasta que estén achispados"). Ellos se apresuran a marchar al palacio.
Zerlina sigue al celoso Masetto e intenta calmarlo ("Batti, batti o bel Masetto – Golpéame, oh, bello Masetto"), pero justo cuando consigue convencerlo de su inocencia, la voz de Don Giovanni desde fuera del escenario la sobresalta y asusta. Masetto, sospechando nuevamente de Zerlina, decide esconderse para ver por sí mismo lo que hará Zerlina cuando Giovanni llegue. Zerlina intenta esconderse de Don Giovanni, pero él la encuentra e intenta cortejarla de nuevo, hasta que topa con el escondite de Masetto. Confuso, pero reponiéndose rápidamente, Giovanni reprocha a Masetto que haya dejado sola a Zerlina, y se la devuelve temporalmente. Luego los guía a los dos hasta su salón de baile, que ha sido fastuosamente decorado. Don Ottavio, Doña Anna y Doña Elvira deciden presentarse igualmente en la fiesta disfrazados con máscaras. Leporello les ve y, sin reconocerles, les invita en nombre de su amo a entrar en el palacio. Ottavio y Anna rezan pidiendo protección, y Elvira busca venganza (Trío: "Protegga il giusto cielo – Que el justo cielo nos proteja").
Cuadro 4º: Interior del Palacio de Don Giovanni
Se celebra la fiesta en el palacio de Don Giovanni. Hay gran revuelo y con la ayuda de Leporello que se pone a bailar con Masetto para distraerlo, Don Giovanni logra separar momentáneamente a Zerlina de Masetto, consiguiendo llevar a la muchacha a una habitación. A los gritos de auxilio de Zerlina acuden Masetto y los demás invitados, consiguiendo liberar a la campesina. Don Giovanni intenta confundirlos arrastrando a Leporello a la habitación y amenazando con matarle a él por asaltar a Zerlina. Pero Ottavio saca una pistola, los tres invitados se quitan las máscaras y declaran que lo saben todo. Pero a pesar de verse denunciado por todos lados, Don Giovanni consigue escapar abriéndose paso con la espada entre los invitados.

### Acto II
Cuadro 1º: Ante la casa de Donna Elvira
Leporello amenaza con dejar a Don Giovanni, pero su amo le calma con una oferta de paz de dinero. (Dúo: "Eh via buffone – Venga, bufón"). Deseando seducir a la doncella de Elvira, Don Giovanni convence a Leporello de que se intercambien la capa y el sombrero. Elvira se acerca a su ventana, lamentándose de que su corazón siga amando a Don Giovanni, a pesar de saber que es un traidor. (Trío: "Ah taci, ingiusto core – Ah, cállate, injusto corazón"). Viendo una oportunidad para un juego, Don Giovanni se esconde y saca adelante a Leporello, vestido como Giovanni. Desde su escondite, Don Giovanni canta una promesa de arrepentimiento, expresando su deseo de volver con ella, mientras Leporello se hace pasar por Don Giovanni e intenta evitar reírse. Elvira se queda convencida y desciende a la calle. Leporello, siguiendo con su farsa como Don Giovanni, se la lleva para mantenerla ocupada mientras Giovanni da una serenata a su doncella con su mandolina . ("Deh, vieni alla finestra – Ven a la ventana").
Antes de que Don Giovanni pueda terminar con su seducción de la doncella, Masetto y sus amigos llegan, buscando a Don Giovanni y pretendiendo matarlo. Don Giovanni (vestido como Leporello) los convence de que él también odia a Don Giovanni, y se une a la caza. Después de dispersar hábilmente a los amigos de Masetto (Aria de Giovanni: "Metà di voi qua vadano – La mitad de vosotros id por ese lado"), Don Giovanni, cuando queda solo con Masetto, le quita sus armas, le pega y se aleja corriendo, riéndose, pero sin descubrirse como Don Giovanni. Zerlina llega y consuela al malherido Masetto. ("Vedrai carino – Verás, cariño mío").
Cuadro 2º: En el jardín de Don Giovanni
Leporello, disfrazado de Don Giovanni, trata de huir de Donna Elvira. (Sexteto: "Sola, sola in buio loco – Sola, sola, en este lugar oscuro"). Cuando él intenta escapar, aparecen Anna con Ottavio quien la está consolando en su dolor. Justo cuando Leporello se va a escurrir por la puerta, que difícilmente encuentra, la abren Zerlina y Masetto y, viéndolo vestido como Giovanni, lo atrapan antes de que pueda escapar. Cuando Anna y Ottavio se dan cuenta de lo que pasa, todos van a rodear a Leporello, amenazándolo de muerte. Elvira pide clemencia para él, es la única que lo hace, intentando proteger al hombre a quien ella cree Giovanni, diciendo que es su esposo. Los otros cuatro están decididos a castigar al traidor, pero Leporello se quita el disfraz y revela su verdadera identidad (quinteto: "Mille torbidi pensieri - Mil pensamientos tormentosos"). Ruega el perdón de todo el mundo y, viendo una oportunidad, consigue huir corriendo (Aria de Leporello: "Ah pietà signori miei – Ah, piedad, señores míos"). Dadas las circunstancias, Ottavio se queda convencido de que Giovanni fue el asesino del padre de doña Anna (el fallecido Comendador) y jura venganza ("Il mio tesoro – Mi tesoro" - aunque en la versión de Viena esto se cortó). Elvira aún está furiosa con Don Giovanni por traicionarla, pero también lo siente por él. ("Mi tradì quell'alma ingrata – Ese desgraciado bribón me ha traicionado").
Cuadro 3º: Cementerio en Toledo

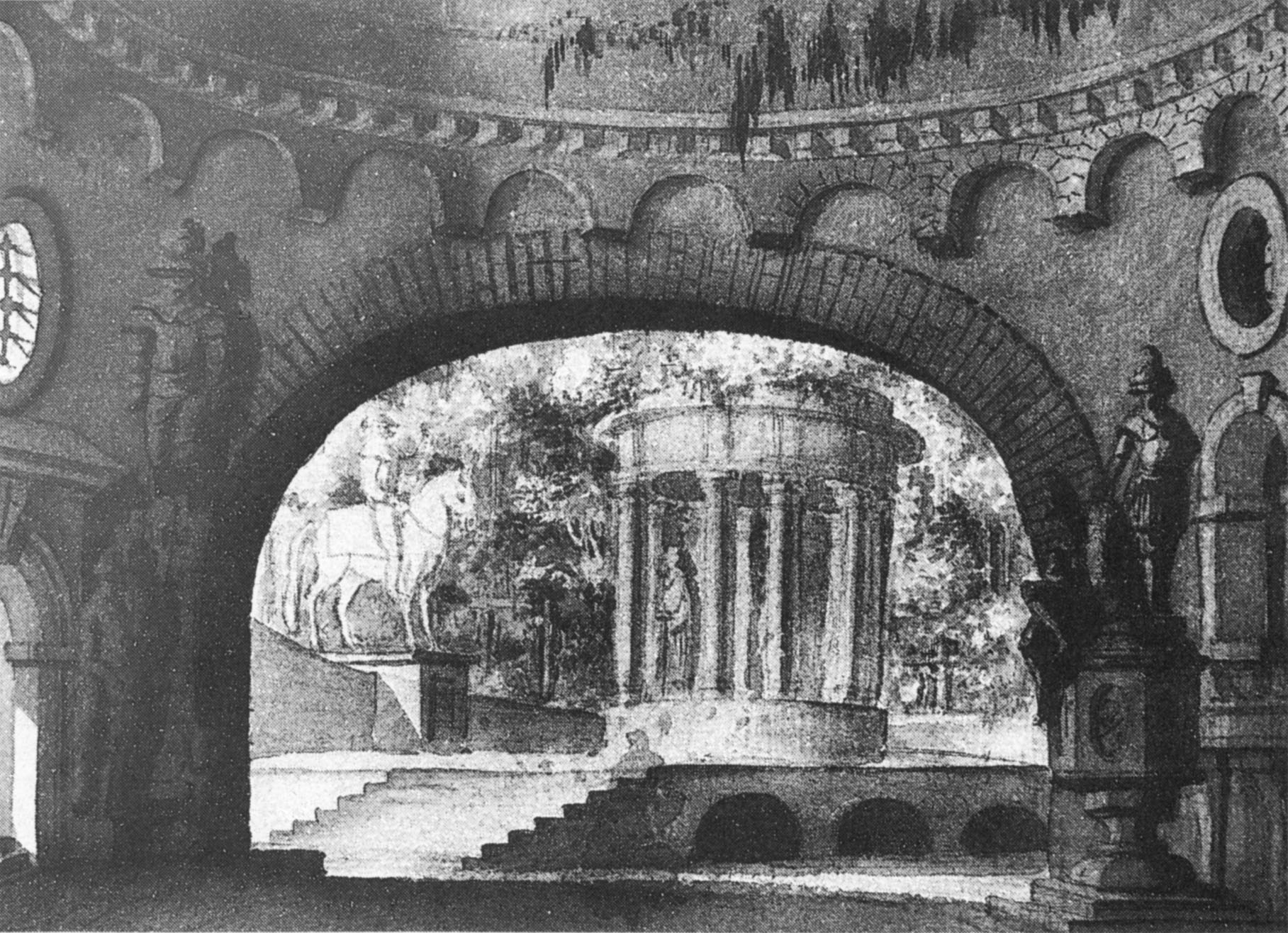
Escena del cementerio en el Acto II (Praga, probablemente años 1790), el diseño de escenario más antiguo que se conoce de esta ópera.

Don Giovanni llega hasta el cementerio de Sevilla, hasta los pies de la estatua del comendador que él asesinó, aunque no se percata de eso. Mientras Don Giovanni monologa, llega Leporello, que le habla a Don Giovanni del riesgo que ha corrido, y Don Giovanni se burla de él, diciendo que él ha aprovechado su disfraz como Leporello, intentando seducir a una de las amigas de Leporello. Pero el criado no lo encuentra divertido, sugiriendo que podría haber sido su esposa, y Don Giovanni se echa a reír, diciendo que "mejor aún". La estatua de mármol cobra vida, se dirige hacia Don Giovanni, y le advierte que su risa no durará más allá de la puesta de sol. A una orden de su amo, Leporello lee la inscripción de la base de la estatua: "Estoy esperando la venganza de mi asesino". Leporello se aterroriza, pero el descarado Giovanni hace que Leporello invite a la estatua a una cena que celebrará en su palacio, amenazando con matarlo si no lo hace. Leporello hace varios intentos de invitar a la estatua a cenar pero debido al miedo no acaba de cumplir la tarea. (Dúo:"Oh, statua gentilissima"–"Oh, la más noble estatua"). Para su gran sorpresa, la estatua acepta la invitación, moviendo hacia abajo la cabeza en un gesto afirmativo. Don Giovanni, viendo la escena, decide tomar la palabra y pide a la estatua que hable, si puede, y diga si irá a la cena. La estatua responde "Sí" y Don Giovanni y Leporello salen del cementerio asustados.
Cuadro 4º: Palacio del Comendador
Don Ottavio le pide a Donna Anna que no retrase más su boda. Sin embargo, ella sigue demorando la ceremonia, le rechaza, y le dice que es inadecuado tan pronto después de la muerte de su padre. Él la acusa de ser cruel, y ella le asegura que lo ama, y que es leal. ("Non mi dir"–"No me digas").

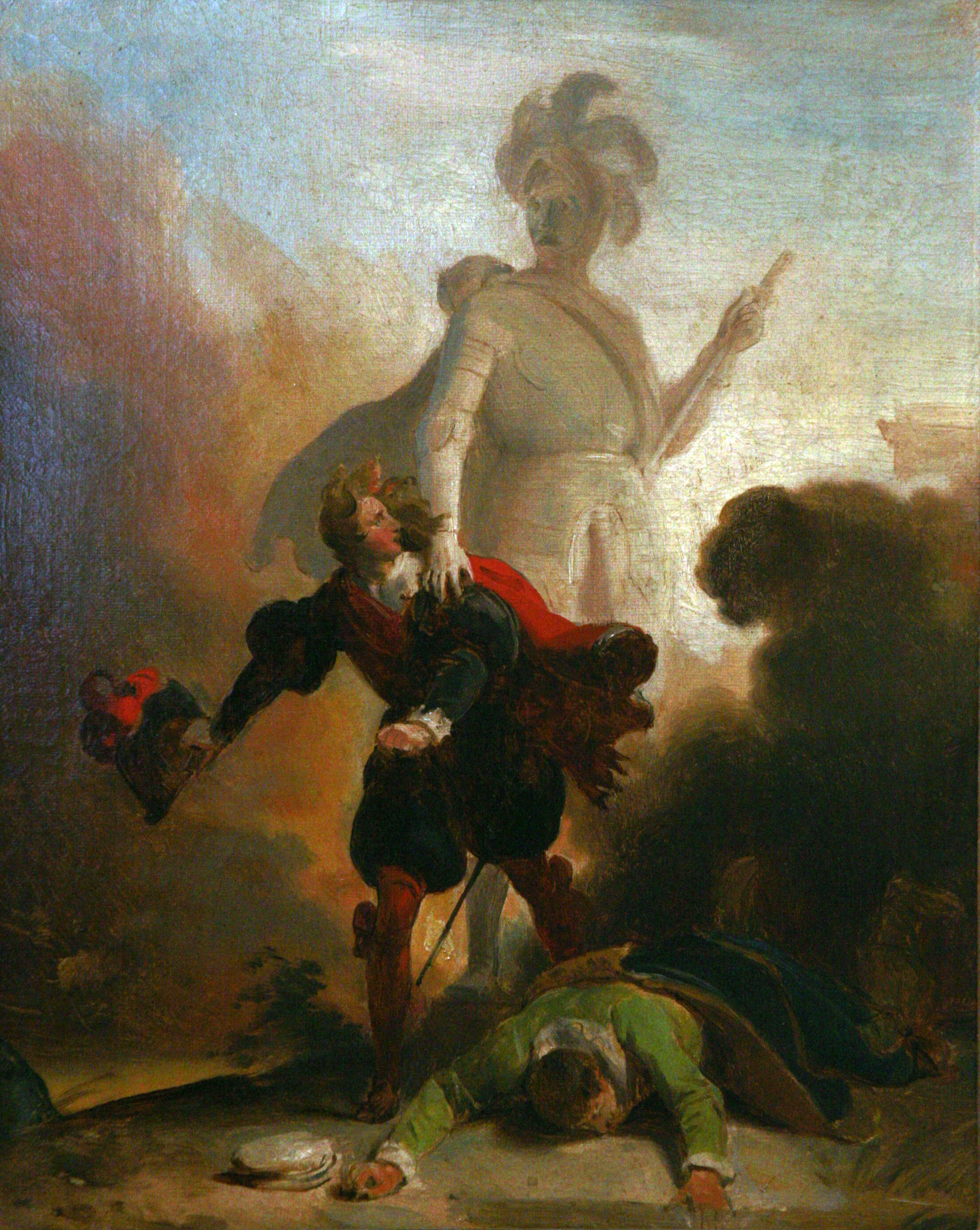
Don Giovanni se enfrenta con el convidado de piedra en una pintura de Alexandre-Évariste Fragonard, alrededor de 1830–35 (Museo de Bellas Artes de Estrasburgo)

Cuadro 5º: En el comedor del palacio de Don Giovanni
Están preparando la cena para el banquete de esa noche. Don Giovanni está celebrando su regreso a Sevilla. Giovanni se deleita en el lujo de una gran cena con acompañamiento musical, se presentan tres orquestas de cámara separadas en el escenario. Aquí Mozart incluye dos temas de sus competidores en ese momento en Viena, algo poco usual en la época: un aria de la ópera "Una cosa rara" del español Vicente Martin y Soler y "Come un agnello" de la ópera "Mientras dos discuten, el tercero disfruta" de G. Sarti. La tercera pieza es un fragmento de "Las bodas de Fígaro" del propio Mozart. Leporello sirve mientras. ("Finale" "Già la mensa preparata"–"Ya la mesa está preparada"). Elvira aparece, diciendo que ella no siente ya resentimiento por Don Giovanni, solo pena. ("L'ultima prova dell'amor mio"–"La última prueba de mi amor"). Sorprendido por su falta de odio, Don Giovanni le pregunta qué es lo que quiere, y ella le ruega que cambie de vida. Giovanni se mofa de ella y entonces se gira, alabando al vino y a las mujeres como la "esencia y gloria de humanidad". Herida y enojada, Elvira abandona y se marcha. Un momento después, se oye su grito desde afuera de las paredes del palacio, y regresa un momento, solo para huir por otra puerta. Don Giovanni ordena a Leporello que vaya a ver lo que la ha disgustado; tras echar una ojeada fuera, el criado también grita y vuelve corriendo a la habitación, tartamudeando que la estatua ha aparecido como prometió. Llaman con fuerza a la puerta. Leporello, paralizado por el miedo, no puede responder, de manera que abre la puerta el propio Don Giovanni. Aparece el Comendador muerto. La figura se acerca hasta Don Giovanni. Con la sobrenatural música en Re menor de la obertura aún más estremecedora por la voz de bajo ("Don Giovanni! a cenar teco m'invitasti"–"¡Don Giovanni! Me invitaste a cenar contigo"), el Comendador le ofrece una última oportunidad para arrepentirse, pero Don Giovanni lo rechaza categóricamente. La estatua se hunde en la tierra y arrastra consigo a Don Giovanni. El fuego del infierno, y un coro de demonios, rodean a Don Giovanni conforme este se hunde.
Llegan doña Anna, don Ottavio, doña Elvira, Zerlina y Masetto, buscando al villano. No lo encuentran a él, sino a Leporello, escondido debajo de la mesa, temblando por el horror sobrenatural que ha presenciado. Don Giovanni está muerto. Anna y Ottavio se casarán cuando pase el año de duelo de Anna; Elvira pasará el resto de su vida en un convento; Zerlina y Masetto finalmente marcharán a su casa a cenar; y Leporello se irá a la taberna para encontrar a un mejor amo.
El conjunto del final expresa la moraleja de la ópera – "Tal es el fin de quienes hacen el mal: la muerte del pecador siempre refleja su vida" ("Questo è il fin"-"Este es el fin"). En el pasado, el conjunto final a veces se omitía por directores que pretendían que la ópera terminase cuando el personaje principal moría. Sin embargo, este enfoque no ha pervivido, y los directores de hoy en día casi siempre incluyen el final en su totalidad. La vuelta a la tonalidad de Re mayor y la inocente simplicidad de los últimos compases concluyen esta obra.

## Música y arias
La obertura se compone de dos partes, la primera es un Andante, que se repetirá en la parte de su muerte. La segunda parte, es un molto Allegro, de carácter festivo.
La primera aria que se escucha en la ópera es Notte e giorno faticar, interpretada por Leporello, y ahí queda patente el carácter cómico-bufo del personaje. A continuación, hacen su entrada Anna y Don Giovanni, que interpretan un trío, Non sperar, se non m'uccidi. Posteriormente aparece otro trío, también interpretado por Giovanni, Leporello y el Comendador, Lasciala, indegno. El aria más conocida interpretada por Don Ottavio, es Dalla sua pace.
Una de las arias más conocidas de esta obra es Madamina, interpretada por Leporello dedicada a Donna Elvira, también conocida como el aria del catálogo. Otra muy conocida es Là ci darem la mano, interpretada por Don Giovanni y Zerlina, que es un minueto.
Como muestra de otra de las agrupaciones de Mozart, está el cuarteto de Don Giovanni, Ottavio, Anna y Elvira, Non ti fidar, o misera. A continuación, viene uno de los pasajes más importantes de la ópera y que fue todo un alarde sin igual en el siglo XVIII, que fue la introducción de 3 orquestas a la vez tocando en el escenario, cada una con un compás diferente, mientras en escena interpretan el Septeto Venite pur avanti.
Los conjuntos en la ópera son abundantes y ricos armónica y rítmicamente, intercalándose con arias y recitativos que continúan la trama. Tal es el caso del quinteto del segundo acto "Mille torbidi pensieri", de Leporello, donna Anna, Ottavio, Elvira y Zerlina.
Se puede destacar igualmente el aria divertida y misteriosa de la entrevista con la estatua del comendador, "Oh statua gentilissima", en la que interviene la propia estatua.
Del último cuadro, destaca sobre todo el aria Già la mensa è preparata, en donde Leporello tiene en teoría que cantar mientras come, dándole mucha complejidad a este fragmento. En ese instante, hay un momento orquestal, en el que interpretan melodías de moda que Don Giovanni ha elegido para su cena, entre las que se encuentran temas de Vicente Martín y Soler (Una Cosa Rara, con libreto de da Ponte también), de Giuseppe Sarti e incluso de Mozart. La ópera termina con el sexteto Ah, dov'è il perfido y con el fragmento Questo 'e il fin, fugado.
En el final de la ópera, se une un coro, de espíritus infernales, y se añaden varios trombones, ya que es un instrumento que se ha asociado en muchas óperas a lo sobrenatural y a lo infernal.

## Libreto
Lorenzo da Ponte se basó en el mito de Don Juan para la elaboración del libreto, sobre todo en El burlador de Sevilla, de Tirso de Molina, de 1630. Cuenta la leyenda que Giacomo Casanova estuvo presente en el estreno de la ópera en Praga, e incluso se llega a decir que intervino directamente en la redacción del libreto, ya que era amigo personal de da Ponte. Aunque gracias a esta obra Mozart consiguió un contrato en la corte de José II, el contenido no se limitaba estrictamente al mito. En realidad, había una carga social importante en toda la representación, siguiendo de alguna manera el libreto de su anterior ópera, Las bodas de Fígaro.[cita requerida]
Desde el comienzo de la obra ya se ve esta tendencia, donde la primera aria es interpretada por un sirviente, Leporello, en la cual habla de las desventajas de ser sirviente, de lo mal que se pasa, y de que a él le gustaría ser caballero, de contenido claramente subversivo. Además, el hecho de que la ópera no se iniciara con uno de los protagonistas principales, sino con un sirviente que se está quejando de su propia situación, fue algo ciertamente revolucionario. De alguna manera, se quiere interpretar como que la vida licenciosa y libertina de Don Juan, era en realidad la vida licenciosa de la aristocracia. En una de las arias de la fiesta, antes del final del primer acto, Don Giovanni y otros personajes, brindan al grito de Viva la libertà, Viva la libertad. Aunque es el personaje de Don Giovanni el que inició el brindis, apenas dos años antes del inicio de la Revolución francesa ver sobre un escenario semejante declaración de intenciones, debió de ser muy ofensivo.
A diferencia de la tradición cristiana imperante en la época, el protagonista, Don Giovanni, no se arrepiente, sino que directamente es enviado a los infiernos. El final de la ópera, en su estreno en Praga, terminaba con un sexteto interpretado por los supervivientes a Don Giovanni, de carácter alegre y desenfadado y con connotaciones morales, que fue suprimido en el estreno en Viena, así como en buena parte de las representaciones del siglo XIX, más al gusto del estilo Romanticista. Actualmente, este sexteto final también se suprime en las representaciones de la versión de Viena.

## Influencia cultural

### Filosofía y literatura
El filósofo danés Søren Kierkegaard escribió un largo ensayo en su libro Enten-Eller (O (lo uno) o (lo otro)), en el cual defendía la propuesta de que esta ópera es la mejor obra de arte jamás realizada. El autor romántico alemán Ernst Theodor Amadeus Hoffmann escribió también un breve y muy interesante relato Don Juan, basado en el de Mozart, con un juego de realidad, representación e introspección.[cita requerida]

### Cine
Don Giovanni, también fue una adaptación cinematográfica, dirigida por Joseph Losey en 1979. El interesante y ya citado ensayo sobre Don Giovanni por parte de E.T.A. Hoffmann en su cuento-ensayo Don Juan fue adaptado al cine por Ricard Carbonell en su cortometraje Don Giovanni (2006). La última adaptación libre del mito, recreando el entorno de Mozart, ha sido la película Io, Don Giovanni (2009) de Carlos Saura.
Algunos fragmentos de la ópera se incluyen en las bandas sonoras de las películas Amadeus (1984) y Sherlock Holmes: Juego de sombras (2011).

### Música
Chopin hizo unas variaciones para piano solo, basadas en uno de los temas de la ópera, el aria Là ci darem la mano, interpretada por Zerlina y Don Giovanni, con el mismo título, en si bemol Mayor, Op. 2. También Beethoven realizó unas variaciones sobre este mismo tema, para trío de viento, para dos oboes y un corno inglés, con el mismo título y sin número de Opus. Franz Liszt compuso una obra para piano titulada Reminiscencias de Don Juan y Fantasía sobre motivos de Fígaro y Don Juan, inspiradas en esta ópera. Robert Schumann compuso una obra para piano, Álbum para la juventud, Op. 68, basado en un fragmento de Don Giovanni, el aria de Zerlina.
Hector Berlioz compuso en el año 1828 unas variaciones sobre Là ci darem la mano de Don Giovanni. Paganini compuso en el año 1828 un Capriccio sobre Là ci darem la mano, para violín y orquesta, que en la actualidad se encuentra perdido, también compuso un capricho para guitarra solista sobre el mismo tema.
Ya en el siglo XX, Nino Rota compuso su Fantasía sobre doce notas de Don Giovanni, para piano y orquesta.